# Pseudabutilon aristulosum
Pseudabutilon aristulosum är en malvaväxtart som först beskrevs av Karl Moritz Schumann, och fick sitt nu gällande namn av Antonio Krapovickas. Pseudabutilon aristulosum ingår i släktet Pseudabutilon och familjen malvaväxter. Inga underarter finns listade i Catalogue of Life.